# کسنیا پرووا
کسنیا پرووا (روسی: Ксения Витальевна Перова؛ زادهٔ ۸ فوریهٔ ۱۹۸۹) کماندار اهل روسیه است.
وی در مسابقات کشوری و بین‌المللی در مجموع برندهٔ ۶ مدال طلا، ۱ مدال نقره، ۱ مدال برنز شده است.